# Вулиця Памви Беринди (Львів)
Ву́лиця Па́мви Бери́нди — вулиця у Галицькому районі міста Львова, в історичному центрі міста. Сполучає вулицю Театральну з проспектом Свободи.

## Історія
У XVIII столітті вулиця Беринди була безіменним провулком, який впирався у міський мур поблизу міської воскобійні. Наприкінці XVIII століття мури були знесені, а вулиця стала наскрізною і на початку XIX століття отримала назву Вузька. У 1829 році вулиця стала називатися Біля Віденської кав'ярні (або Вузькою біля Віденської кав'ярні), на честь кав'ярні, яку було засновано на розі із сучасним проспектом Свободи. У 1871 році вулиця отримала назву Кілінського, на честь Яна Кілінського, одного з керівників польського визвольного повстання 1794 року. За часів німецької окупації, з травня 1942 року по липень 1944 року вулиця мала назву Геллерштрассе. По війні вулиці повернена довоєнна назва — Кілінського.
Сучасна назва — з 1992 року, на честь Памво Беринди, галицького письменника, мовознавця, лексикографа XVI—XVII століть.

## Забудова
В забудові вулиці Беринди присутні класицизм, сецесія. До вулиці приписано лише два будинки, які внесені до Реєстру пам'яток архітектури місцевого значення.
№ 1 — у міжвоєнний період тут містилися страхова агенція «Майбутнє», Польське товариство залізничних книгарень «Рух» і магазин модного жіночого одягу та галантереї. За радянських часів, у 1950-х роках тут був ремонт взуття, а останні декілька десятиліть — скупка та комісійний продаж золотих та срібних виробів — це ювелірна крамниця «Аметист». У 1900-х роках тут відкрили магазин «Каміни і меблі», якого зараз не існує, не працює й колишній бар «Червона рута», натомість у 2006 року відкрили магазин оптики «Пан Оптикзгм», магазин «Касторія хутро» та модний бутік «Balizza», від 2015 року — магазин-салон мобільного зв'язку ПрАТ «Київстар». Будинок внесено до Реєстру пам'яток архітектури місцевого значення під охоронним № 939-м.
№ 3 — будинок, споруджений у 1909 році у стилі пізньої сецесії за проєктом Міхала Уляма. Замовником будівництва була банківська фірма «Уніон», власниками якої були Адольф Лілієн та його син Едвард. Банк «Уніон» був розташований на першому поверсі, на третьому — єврейська організація «Керен Каємет ле-Ісраель», на четвертому з 1933 року — Єврейський спортивний клуб «Гасмонея», а на п’ятому поверсі розбудованої кам’яниці, відкрито фотоательє «Кордиан». Тут також містився Міщанський єврейський клуб. У 1925 році у приміщенні будинку містився склад фільмів Товариства Радіо Філмс у Львові, власником якого був Еміль Грубштайн, згодом також містився прокат фільмів «Paramount». За радянських часів весь перший поверх займав гастроном № 1 — «Маяк» — продторгу Ленінського району. В приміщенні колишнього гастроному на початку 2000-х років містився ювелірний супермаркет «Діаманти», а нині — салон весільних та вечірніх суконь Оксани Мухи. В житловій частині будинку міститься хостел «Old City Hostel». Будинок внесено до Реєстру пам'яток архітектури місцевого значення під охоронним № 140-м.
№ 4 — за цією адресою у міжвоєнний період були міські театральні каси Львівської опери. Нині цієї адреси не існує.

## Транспорт
Вже у 1895 році вулицею Беринди (тоді вулиця Кілінського) курсували трамваї у напрямку від кінцевої зупинки на вулиці Гетьманській (нині проспект Свободи) через площу Ринок до Личаківської рогатки та Личаківського цвинтару. Від 1952 року трамвай рухається винятково вулицею Памви Беринди у напрямку площі Ринок і у зворотньому напрямку.  

## Галерея

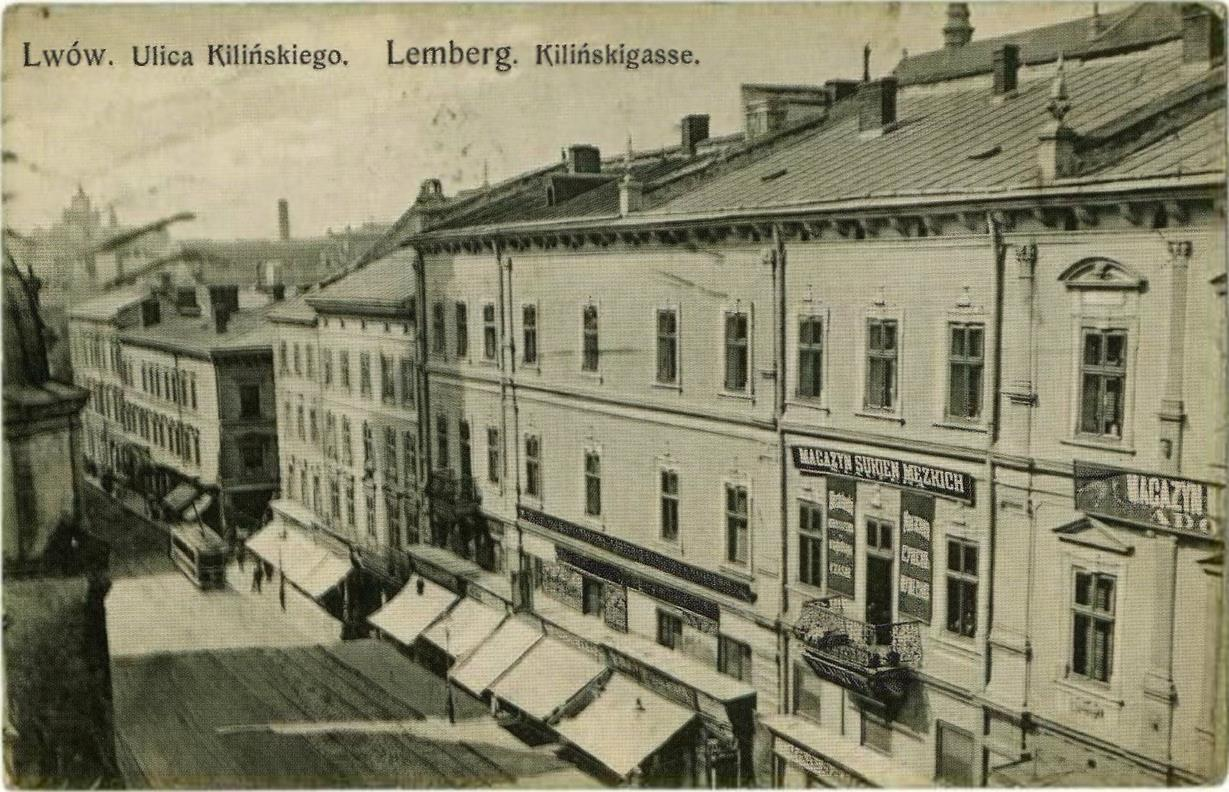
Вулиця Кілінського (вдалині)
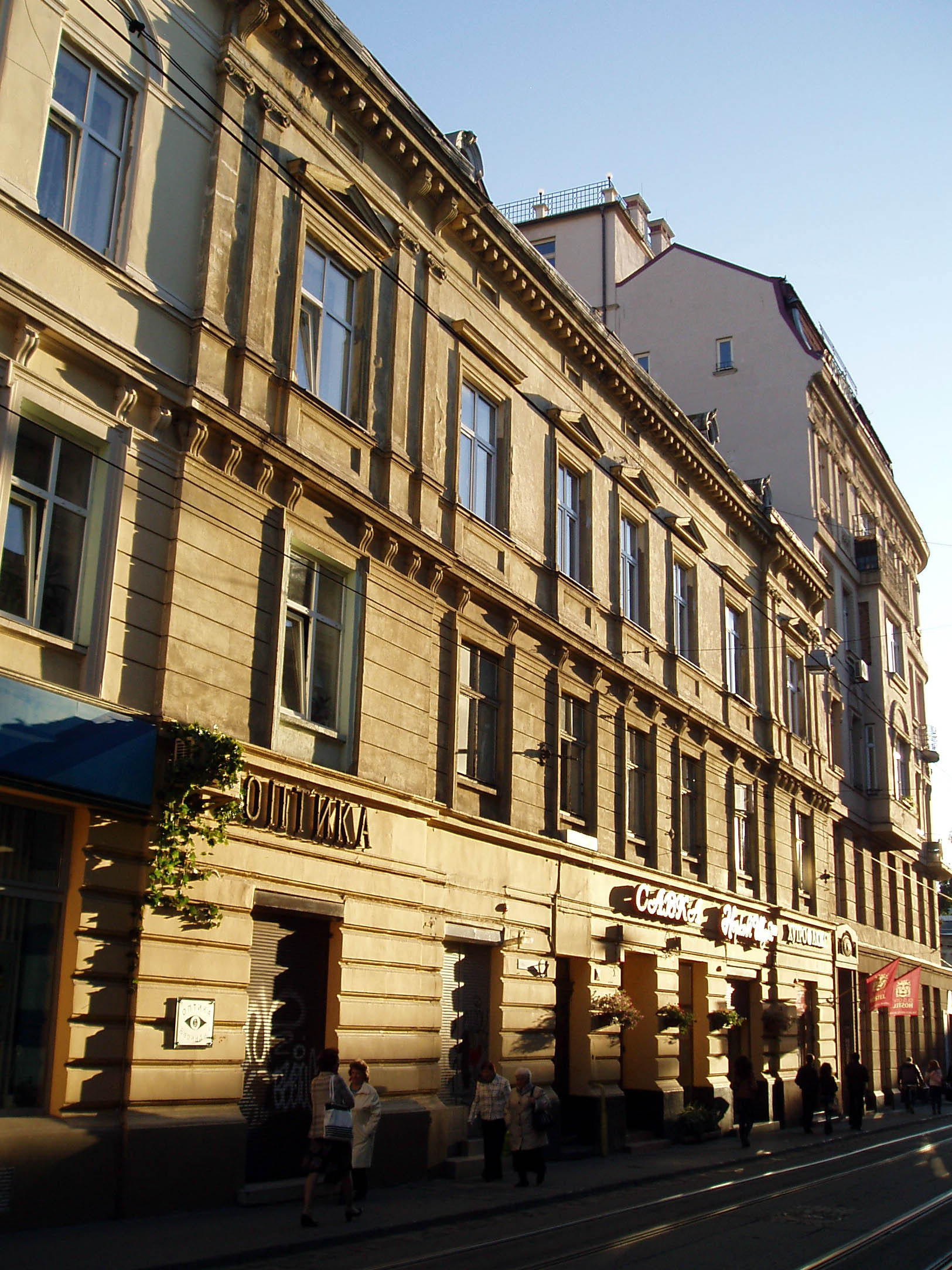
Будинок (вул. Беринди, 1)
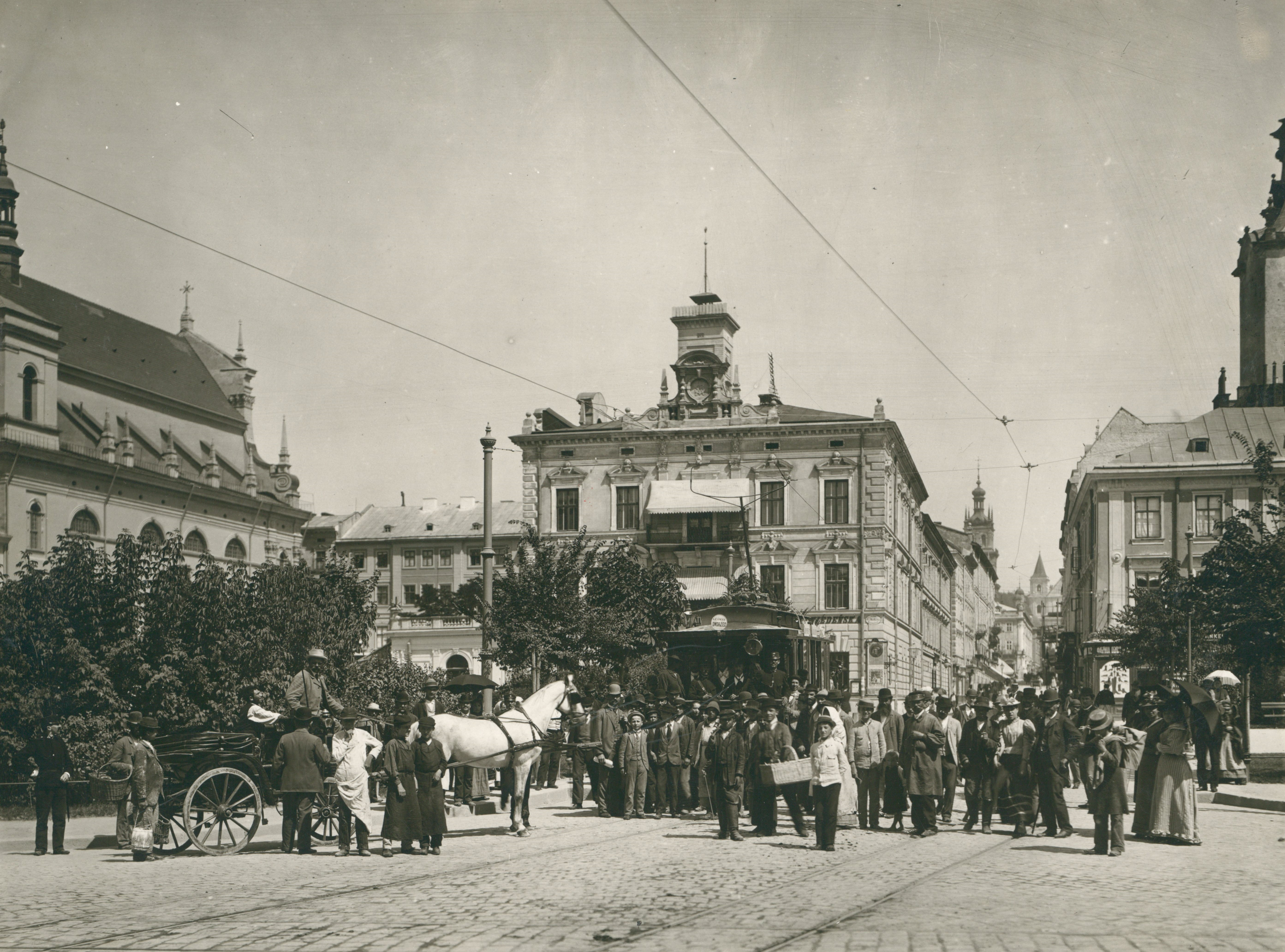
Праворуч не існуючий сьогодні будинок (вул. Беринди, 3, 1894 рік)
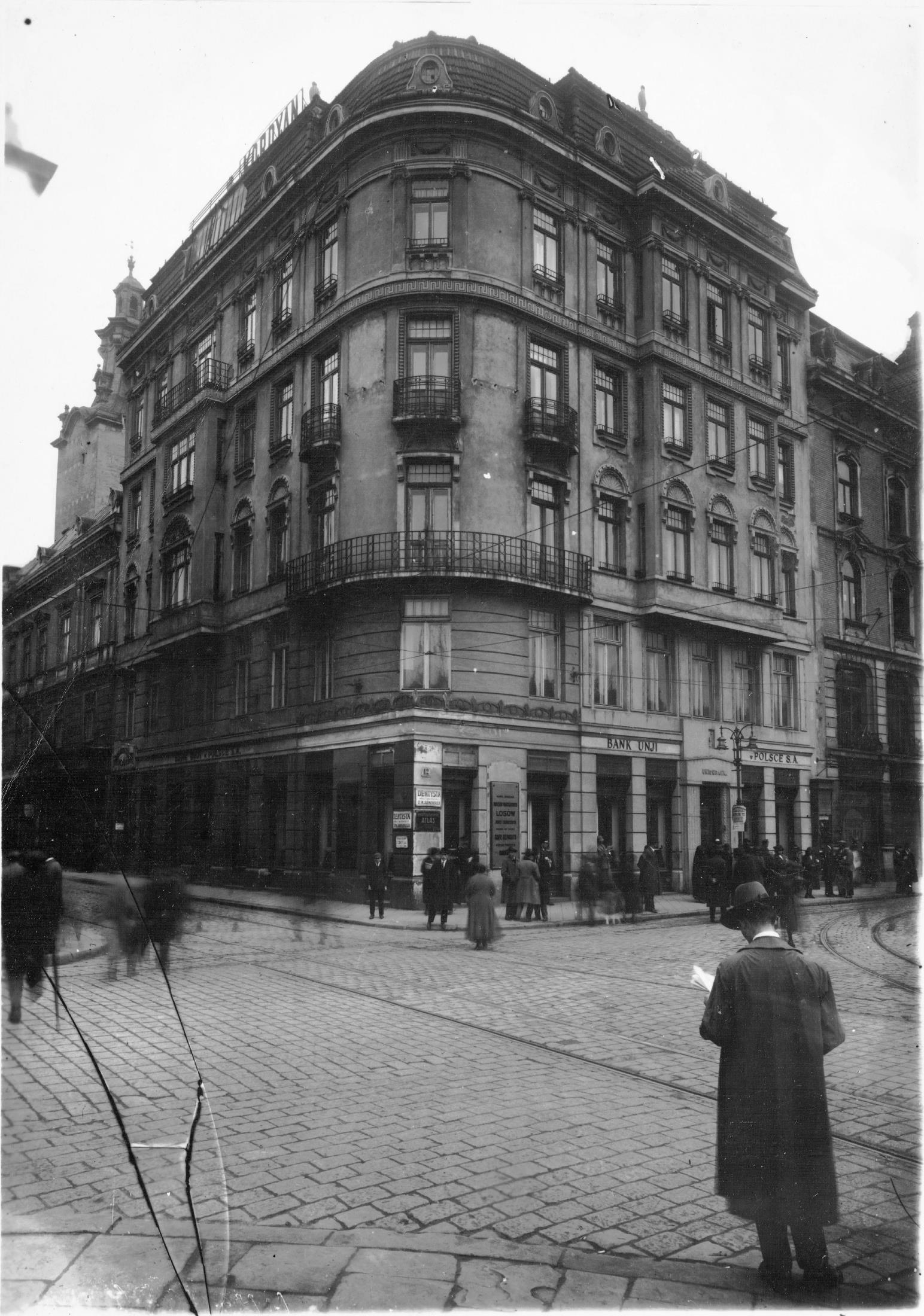
Будинок (вул. Беринди, 3, 1920-ті роки)
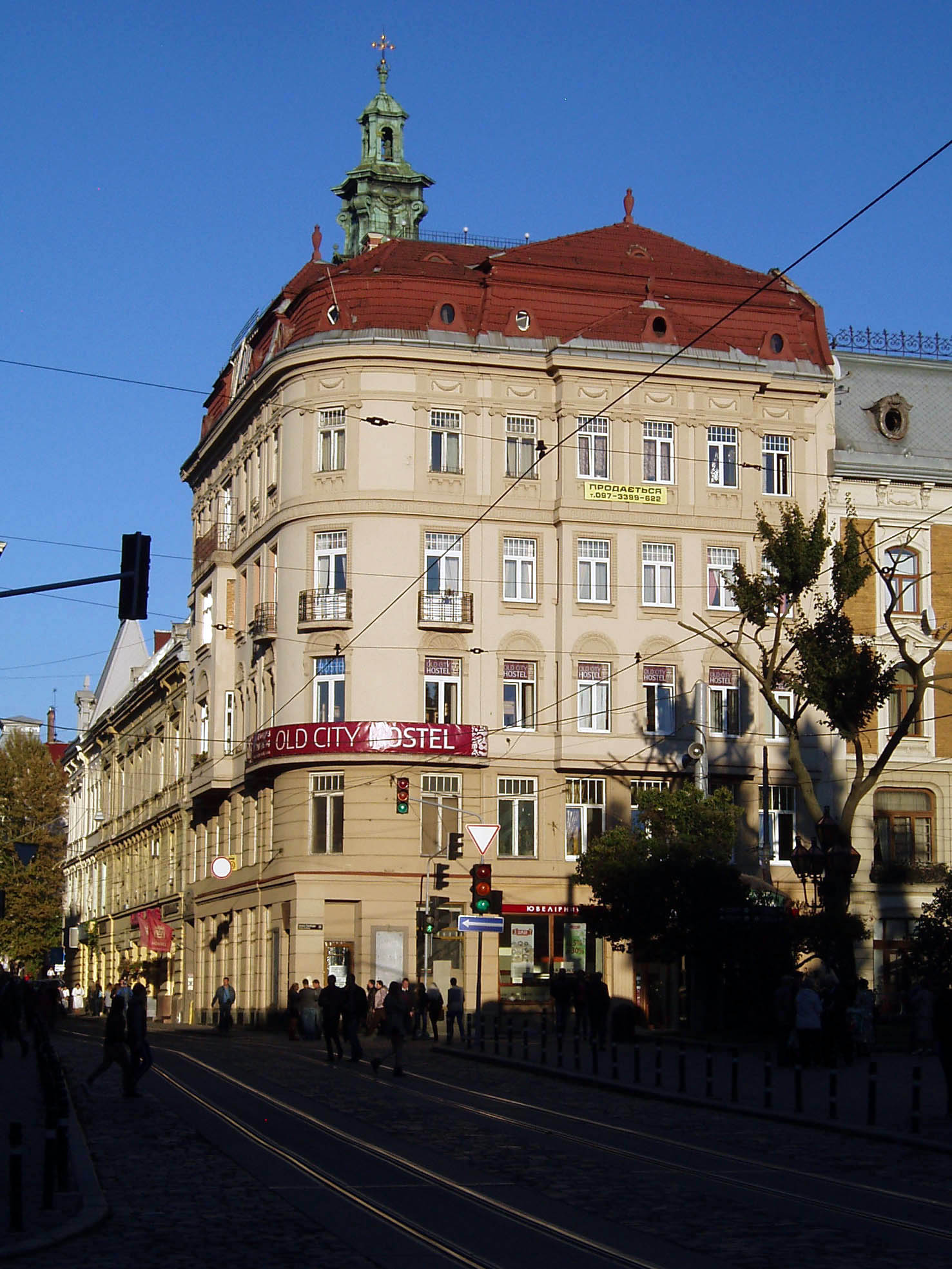
Будинок (вул. Беринди, 3)